# 东阁大学士
東閣大学士，为明朝、清朝内阁大学士之一，明朝时为正五品衔，清朝时为正一品衔。掌管奉陳規誨，點檢題奏，票擬批答等职位。辦公地址為紫禁城左順門南廡房東閣。
洪武十三年（1380年），罷中書省，廢除一千餘年來的丞相制度，直接由皇帝親統六部。但由於工作份量實在過於龐大，洪武十五年，朱元璋不得不設殿閣大學士，為皇帝顧問，一開始大學士並無實權，類似今日的秘書之職。之后明成祖朱棣逐渐倚重内阁，内阁权力遂大。
吳沉為明朝首位東閣大学士。
- 明朝東閣大學士：吳沉、高穀、王文、谢迁、毛纪、吕本、徐阶、张居正、张四维、申时行、许国、王家屏、赵志皋、张位、陈于陛、沈一贯、沈鲤、朱赓、于慎行、李廷机、叶向高、方从哲、吴道南、史继偕、沈潅、何宗彦、刘一燝、韩爌、朱国祚、孙如游、孙承宗、顾秉谦、朱国祯、朱延禧、魏广微、周如磐、黄立极、丁绍轼、冯铨、施凤来、张瑞图、李国𣚴、来宗道、杨景辰、周道登、钱龙锡、李标、刘鸿训、成敬、成基命、周延儒、何如宠、钱象坤、温体仁、吴宗达、郑以伟、徐光启、钱士升、王应熊、何吾驺、文震孟、张至发、林焊、黄士俊、孔贞运、贺逢圣、刘宇亮、傅冠、薛国观、程国祥、杨嗣昌、方逢年、蔡国用、范复粹、姚明恭、张四知、魏炤乘、谢陞、陈演、蒋德璟、黄景昉、吴甡、魏藻德、李建泰、方岳贡、范景文、邱瑜、史可法
- 清朝東閣大學士：李霨、黃錫袞、熊赐履、尹泰、徐本、张允随、刘统勋、梁诗正、杨应琚、陈宏谋、三寶、英廉、伍弥泰、梁国治、王杰、董诰、苏凌阿、禄康、松筠、托津、富俊、文孚、潘世恩、王鼎、桂良、左宗棠、阎敬铭、恩承、张之万、崑岡、崇礼、孙家鼐、裕德、世续、那桐、鹿传霖、陆润庠